# Krajinoviće
Krajinoviće (Servisch cyrillisch Крајиновиће) is een plaats in de Servische gemeente Sjenica. De plaats telt 91 inwoners (2002).